# To the Metal!
To the Metal! — десятый студийный альбом немецкой группы Gamma Ray, выпущен 29 января 2010 года.
Для того чтобы раскрутить To The Metal, Gamma Ray совершили турне вместе с Freedom Call и Secret Sphere. Альбом был записан осенью 2009 года на студии Кая Хансена в Гамбурге.
Группа записала 12 песен. Десять из них появились в обычном издании альбома, в то время как оставшиеся два трека — лишь в бонусных изданиях.
Группа рассказала о некоторых песнях альбома на своем официальном сайте, сообщив, что в альбоме будут присутствовать мощная «Rise», ритмичная и мелодичная «Time To Live», а также композиция «All You Need to Know», записанная при участии Михаэля Киске. Другими упомянутыми песнями являлись «No Need to Cry», написанная Дирком Шлехтером и посвящённая его умершему отцу, «To The Metal» — композиция, которую Gamma Ray играли на летних фестивалях, и атмосферный трек «Empathy».

## Список композиций
1. Empathy (Хансен)
2. All You Need to Know (Хансен)
3. Time To Live (Рихтер)
4. To The Metal (Хансен)
5. Rise (Циммерман)
6. Mother Angel (Хансен)
7. Shine Forever (Шлехтер)
8. Deadlands (Хансен)
9. Chasing Shadows (Рихтер)
10. No Need To Cry (Шлехтер)

Бонусные композиции
1. One Life (Хансен)
2. Wannabes (Циммерман)

## Участники записи
- Кай Хансен — вокал, гитара
- Хеньо Рихтер — гитара, клавишные
- Дирк Шлехтер — бас
- Дэн Циммерман — ударные

### Приглашённые музыканты
- Михаэль Киске — вокал в песне «All You Need to Know»